# Oobi
Oobi è una serie televisiva statunitense per bambini trasmessa su Nickelodeon dall 2000 al 2005, ideata e prodotta da Josh Selig, creatore anche di Wonder Pets.

## Trama
Oobi, Uma, Kako e Grampu sono rappresentati da burattini a mano. Scoprono insieme tutto ciò che costituisce la vita quotidiana di una famiglia.

## Episodi
| Stagione               | Episodi | Prima TV originale |
| ---------------------- | ------- | ------------------ |
| Prima stagione (corti) | 48      | 2000-2002          |
| Seconda stagione       | 26      | 2003-2004          |
| Terza stagione         | 26      | 2004-2005          |

## Personaggi e interpreti
- Oobi, interpretato da Tim Lagasse.
- Uma, interpretata da Stephanie D'Abruzzo.
- Kako, interpretato da Noel MacNeal.
- Grampu, interpretato da Tyler Bunch.
- Angus, interpretato da Matt Vogel.
- Randy, interpretato da Kevin Clash.
- Inka, anche interpretata da Stephanie D'Abruzzo.

## Diffusione
Il telefilm è trasmesso in vari paesi del mondo, fra cui:
| Paese                 | Rete                 |
| --------------------- | -------------------- |
| Stati Uniti d'America | Nickelodeon Noggin   |
| Francia               | Nickelodeon Francia  |
| Canada                | TVOntario TVOKids    |
| Egitto                | Nickelodeon Arabia   |
| Isole Marshall        | AFN                  |
| Marocco               | Nickelodeon Arabia   |
| Pakistan              | Nickelodeon Pakistan |
| Islanda               | Stöð 2               |
| Israele               | Nickelodeon Israele  |